# KJ-1

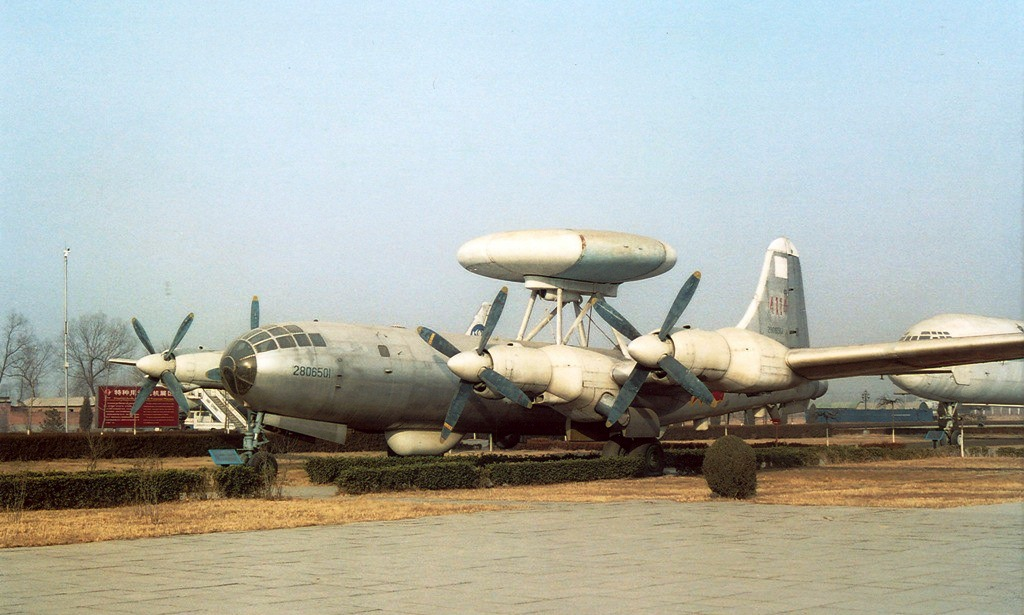
KJ-1 La versión AWACS china del Tu-4 con motores turbohélice AI-20M

KJ-1 es la primera plataforma china para un sistema de radar aeropransportado basado en un Tupolev Tu-4.

## Desarrollo
El KJ-1 AEWC era un primer radar aerotrasportado chino AEW (Alerta Temprana Aerotransportada) basado en un bombardero Tupolev Tu-4 . El proyecto fue comenzado en 1969 bajo el nombre de código Proyecto 926 . 
El avión de prototipo está actualmente expuesto en el Museo de Aviación chino en Pekín. Según afirmación gubernamental china , el Tu-4 AEW era equivalente a más de 40 estaciones de radar de tierra, pero la producción fue parada debido a la Revolución cultural. En la era de la reforma china económica, el proyecto otra vez fue puesto en funcionamiento porque el desarrollo económico y tecnológico era la prioridad superior. 
Cuando el proyecto finalmente fue repasado otra vez para la modernización de la Fuerza Aérea del Ejército de Liberación del Pueblo , era ya muy tarde y estaba obsoleto.
En cambio, China decidió ordenar el radar israelí IAI Phalcon para su avión AWACS A-50I.